# Okres Bratislava II
Bratislava II is een district (Slowaaks: Okres) in de Slowaakse regio Bratislava. Het stadsdeel had tijdens de volkstelling van 2011 108.362 inwoners. Hiervan waren er 5300 Hongaren (5%).
Het district bestaat uit de volgende stadsdelen van de stad Bratislava:
- Podunajské Biskupice (Hongaars: Pozsonypüspöki )
- Ružinov (Hongaars: Főrév)
- Vrakuňa (Hongaars: Vereknye)

De stadsdelen Produnaské Biskupice en Vrakuňa liggen ten zuiden van de Malý Dunaj (Kleine Donau) op het zogenaamde Rogge-eiland of Žitný ostrov (Hongaars: Csallóköz).

## Historische bevolking
In 1910 behoorde het gebied toe tot Oostenrijk-Hongarije. Waar nu het stadsdeel ligt, lagen het Duitstalige dorpje Rosenheim (Főrév, 1301 inwoners, waarvan 1008 Duitsers), en de Hongaarstalige dorpjes Vereknye (742 inwoners waarvan 678 Hongaars), Szunyogdi (532 inwoners, waarvan 514 Hongaren) en Pozsonypüspöki (2148 inwoners, waarvan 2053 Hongaren). 
Na 1920 werden de dorpen onderdeel van de Tsjechoslowaakse republiek. Na de Tweede Wereldoorlog werd het gebied onderdeel van de stad Bratislava en verdwenen de Duitsers en Hongaren in de massa van toegestroomde Slowaken.
Districten: Bratislava I · Bratislava II · Bratislava III · Bratislava IV · Bratislava V

Stadsdelen: Čunovo · Devín · Devínska Nová Ves · Dúbravka · Jarovce · Karlova Ves · Lamač · Nové Mesto · Petržalka · Podunajské Biskupice · Rača · Rusovce · Ružinov · Staré Mesto · Vajnory · Vrakuňa · Záhorská Bystrica
Bratislava I · II · III · IV · V · Malacky · Pezinok · Senec